# Стандард (футбольный клуб)
«Станда́рд» (фр. Royal Standard de Liège [stɑ̃daʁ]) — бельгийский профессиональный футбольный клуб из города Льеж. Образован в 1898 году. С 1921 года выступает в высшем дивизионе чемпионата Бельгии. Является одним из самых титулованных клубов страны: 10-кратный чемпион , 8-кратный обладатель кубка.
Домашним стадионом клуба является «Морис Дюфран», вмещающий 30 023 зрителя. С 2022 года принадлежит американской инвестиционной фирме 777 Partners.

## История

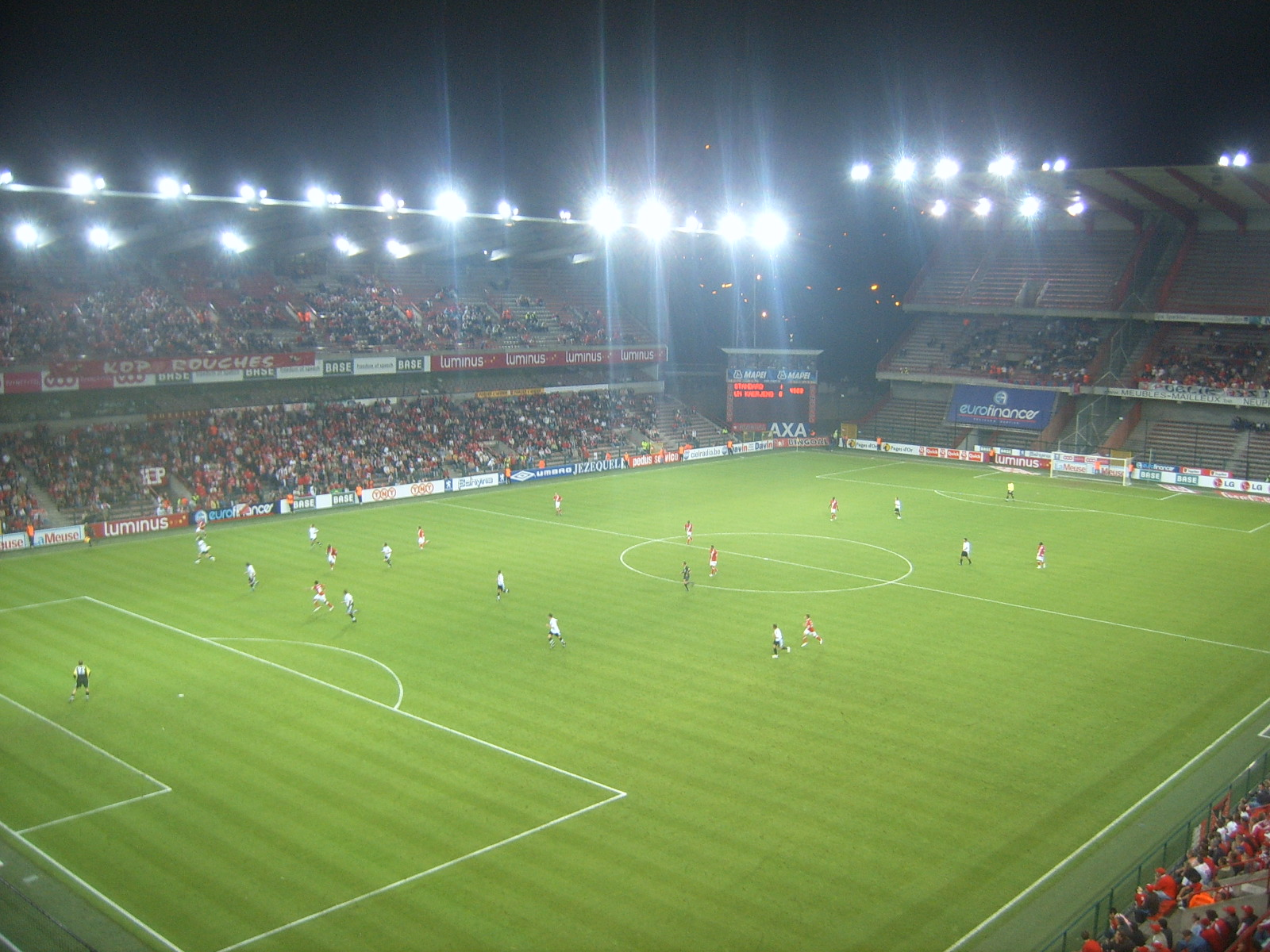
Матч на Кубок УЕФА 2007/2008 против «Керьенга» (Люксембург)

Клуб был создан студентами колледжа Святого Сервация в 1900 году. В те времена в Льеже существовал только один футбольный клуб, который носил название города — ФК «Льеж». За «Льеж» тогда болели в основном знатные и богатые горожане. Фактически в противовес этому клубу и был создан «Стандард», названный по типу популярного тогда французского клуба «Стандард де Париж».
До 1909 года клуб выступал во втором дивизионе чемпионата Бельгии. Но после переезда на новую арену «Sclessin» «Стандард» смог выйти в первый дивизион Бельгии.
Во время Первой мировой войны клуб лишился 20 своих игроков. И после окончания войны руководство начало создавать новую команду. Был выкуплен стадион, собрана новая команда с новым тренером. Но до Второй мировой войны клуб не смог добиться серьёзных успехов, становясь лишь трижды вице-чемпионом Бельгии.
Только спустя 60 лет после своего основания «Стандард» стал лучшим клубом Бельгии, во многом благодаря руководству клуба в лице Роже Пети и Поля Хернара. На протяжении 1960-х и 1970-х годов «Стандард» был одним из лидеров бельгийского футбола наравне с «Брюгге» и «Андерлехтом». Вершины клуб достиг в начале 1980-х годов, выиграв Кубок Бельгии в 1981 году и дважды подряд чемпионский титул в 1982 и 1983 годах; а также выйдя в финал Кубка обладателей кубков в 1982 году, где проиграл «Барселоне» со счётом 1:2. Этот финал стал самым большим достижением клуба на международной арене.
Однако спустя некоторое время, в 1984 году, был обнаружен факт договорных матчей, в которых было замешано руководство «Стандарда». Сильнейшие игроки команды были дисквалифицированы, а клуб подвержен серьёзным санкциям. Около десяти лет понадобилось команде, чтобы оправиться от такого удара, и в 1993 году клуб занял второе место в чемпионате.
По итогам сезона 2007/08 клуб занял первое место в чемпионате Бельгии, впервые за 25 лет, а в сезоне 2008/09 выиграл второй чемпионский титул подряд.
Перед стартом сезона 2013/14 «Стандард» заключил контракт с 38-летним тренером молодёжной сборной Израиля Гаем Лузоном, что вызвало протест части болельщиков «красных». Закончив регулярный чемпионат с преимуществом в 10 очков над «Андерлехтом», по результатам следующего этапа команда Лузона не смогла удержать позицию, в итоге став «серебряным» призёром первенства. Это позволило клубу стартовать в квалификации Лиги чемпионов 2014/15 с третьего тура, по итогам которого, обыграв греческий «Панатинаикос» с общим счётом 2-1, «Стандард» попал в плей-офф, где его соперником стал российский «Зенит». По итогам двух матчей «Стандард» проиграл 0:4 и выбыл в групповой этап Лиги Европы.

## Дерби и ультрас
У «Стандарда» есть четыре главных дерби, это матчи с клубом «Андерлехт» (Бельгийское классико). Второе дерби с клубом «Брюгге» (Топпер). Третье дерби против «Льеж», это Льежское дерби. Четвёртое дерби против «Шарлеруа», это Валлонское дерби.
Ультрас-группы «Брюгге»: «Ultras Inferno 1996», «Publik Hysterik Kaos 04», «Kop Rouches 68», «Hell Side 81». Друзьями считаются ультрас клубов: «Санкт-Паули», «Омония» (Никосия), «Хапоэль» (Тель-Авив).

## Достижения

### Национальные
- Чемпионат Бельгии
  - Чемпион (10): 1957/58, 1960/61, 1962/63, 1968/69, 1969/70, 1970/71, 1981/82, 1982/83, 2007/08, 2008/09
  - Вице-чемпион (13): 1925/26, 1927/28, 1935/36, 1961/62, 1964/65, 1972/73, 1979/80, 1992/93, 1994/95, 2005/06, 2010/11, 2013/14, 2017/18
- Кубок Бельгии
  - Победитель (8): 1953/54, 1965/66, 1966/67, 1980/81, 1992/93, 2010/11, 2015/16, 2017/18
  - Финалист (10): 1964/65, 1971/72, 1972/73, 1983/84, 1987/88, 1988/89, 1998/99, 1999/2000, 2006/07, 2020/21

- Суперкубок Бельгии
  - Победитель (4): 1981, 1983, 2008, 2009
  - Финалист (5): 1982, 1993, 2011, 2016, 2018

### Международные
- Кубок обладателей кубков
  - Финалист: 1981/82

## Состав
| 16 | Флаг Бельгии              | Вр  | Арно Бодар      | 1998 |  |  |  |  |
| 30 | Флаг Бельгии              | Вр  | Лоран Энкине    | 1992 |  |  |  |  |
| 40 | Флаг Бельгии              | Вр  | Маттьё Эполо    | 2005 |  |  |  |  |
|    |                           |     |                 |      |  |  |  |  |
| 2  | Флаг Бельгии              | Защ | Жиль Деваэль    | 1996 |  |  |  |  |
| 5  | Флаг Мали                 | Защ | Мусса Сиссако   | 2000 |  |  |  |  |
| 6  | Флаг Бельгии              | Защ | Ноэ Дюссенн     | 1992 |  |  |  |  |
| 31 | Флаг Бельгии              | Защ | Алекандро Калю  | 2003 |  |  |  |  |
| 33 | Флаг Бельгии              | Защ | Натан Нгой      | 2003 |  |  |  |  |
| 34 | Флаг Кипра                | Защ | Костас Лайфис   | 1993 |  |  |  |  |
| 35 | Флаг Бельгии              | Защ | Лука Нуби       | 2005 |  |  |  |  |
|    |                           |     |                 |      |  |  |  |  |
| 4  | Флаг Сербии               | Защ | Дамьян Павлович | 2001 |  |  |  |  |
| 8  | Флаг Боснии и Герцеговины | ПЗ  | Гойко Цимирот   | 1992 |  |  |  |  |

| 13 | Флаг Бельгии      | ПЗ  | Йоахим ван Дамм    | 1991 |  |  |  |  |
| 15 | Флаг Израиля      | ПЗ  | Эден Шамир         | 1995 |  |  |  |  |
| 18 | Флаг Черногории   | Нап | Александар Болевич | 1995 |  |  |  |  |
| 19 | Флаг Марокко      | ПЗ  | Селим Амалла       | 1996 |  |  |  |  |
| 20 | Флаг ДР Конго     | ПЗ  | Мервей Бокади      | 1996 |  |  |  |  |
| 26 | Флаг Бельгии      | ПЗ  | Николас Раскин     | 2001 |  |  |  |  |
| 38 | Флаг Бельгии      | ПЗ  | Джихан Ченак       | 2005 |  |  |  |  |
|    |                   |     |                    |      |  |  |  |  |
| 7  | Флаг Румынии      | Нап | Денис Дрэгуш       | 1999 |  |  |  |  |
| 9  | Флаг Бельгии      | Нап | Рено Эмон          | 1991 |  |  |  |  |
| 10 | Флаг Нидерландов  | Нап | Ноа Огайо          | 2003 |  |  |  |  |
| 23 | Флаг Буркина-Фасо | Нап | Абдул Тапсоба      | 2001 |  |  |  |  |

### Игроки в аренде
| № |              | Поз. | Имя                          | Год рождения |
| - | ------------ | ---- | ---------------------------- | ------------ |
| — | Флаг Франции | ПЗ   | Матье Кафаро («Сен-Этьен»)   | 1997         |
| — | Флаг Уругвая | Нап  | Фелипе Авенатти («Беерсхот») | 1993         |

| № |               | Поз. | Имя                       | Год рождения |
| - | ------------- | ---- | ------------------------- | ------------ |
| — | Флаг Норвегии | Нап  | Арон Дённум («Волеренга») | 1998         |